# Вознесенский храм (Золочев)
Свято-Вознесенский храм — православный храм в посёлке Зо́лочеве Харьковской области. Принадлежит Украинской православной церкви Московского патриархата.

## История
Вознесенский храм был достроен на границе посёлка Золочева в 1894 году.
8 января 1806 года епископ Русской Православной Церкви Христофор Сулима попросил губернатора Харьковской губернии И. И. Батхина разрешить открытие приходских школ в посёлках, где есть хотя бы две церкви.
С 1900 года при храме работала богадельня для бедных, построенная на деньги города и средства прихожан.
В 1910 года в Золочеве было построено церковное училище.
После 1917 года власти экспроприировали имущество храма.
В 1930-х годах половина деревенских учителей раньше служила в церкви.
В 1961 году Свято-Николаевский храм был снесён, поэтому Вознесенский храм остался единственным в городе.
В 1990 года настоятелем прихода был назначен архимандрит Антоний. На малые средства людей архимандрит стал улучшать территорию церкви.
В июле 1991 году благодаря помощи Ивашковского спиртзавода у храма появились купола из меди.
29 марта 2009 года церковные колокола зазвенели. Масса колоколов составила 800 килограммов.

## Архитектура
В 1884 году храм был кирпичным и имел один престол.
Территория храма составляла 32 гектара.

## Священнослужители
В церкви служили священники, диаконы и псаломщики.
Настоятель храма обитал в церковном доме, а остальные имели собственные дома.

## Приход
В 1904 году в церкви было 2542 прихожан.

## Церковная школа
При церкви работала церковная школа.
В 1910 году в Золочеве действовали три земских училища и две церковных школы.
В церковных школах обучение происходило смешанное, в них учились 26 мальчиков и 22 девочки. Возраст детей был от восьми лет до 14 лет. Все ребята росли в крестьянской семьях.
Обучение шло три года.
Церковной школой управлял купец из Харькова Николай Андреевич Жмудский, учителями работали священники и диаконы.
Церковная школа работает и в наше время.